# Comuna Barvinkove, Icinea
Barvinkove (în ucraineană Барвінкове) este o comună în raionul Icinea, regiunea Cernihiv, Ucraina, formată din satele Barvinkove (reședința) și Vereskunî.

## Demografie
Componența lingvistică a comunei Barvinkove
     Ucraineană (96,65%)
     Rusă (2,37%)
     Alte limbi (0,65%)
Conform recensământului din 2001, majoritatea populației comunei Barvinkove era vorbitoare de ucraineană (96,65%), existând în minoritate și vorbitori de rusă (2,37%).